# Face the Shadow
Face the Shadow – piosenka w wykonaniu ormiańskiej supergrupy Genealogy. Piosenka została skomponowana przez Armena Martirosjana, słowa napisała Inna Mkrtchyan. Piosenka reprezentowała Armenię na konkursie Eurowizji 2015 23 maja 2015, zajmując 16. pozycję, zdobywając w sumie 34 punkty z 8 krajów, w tym najwięcej (12 punktów) od Gruzji.

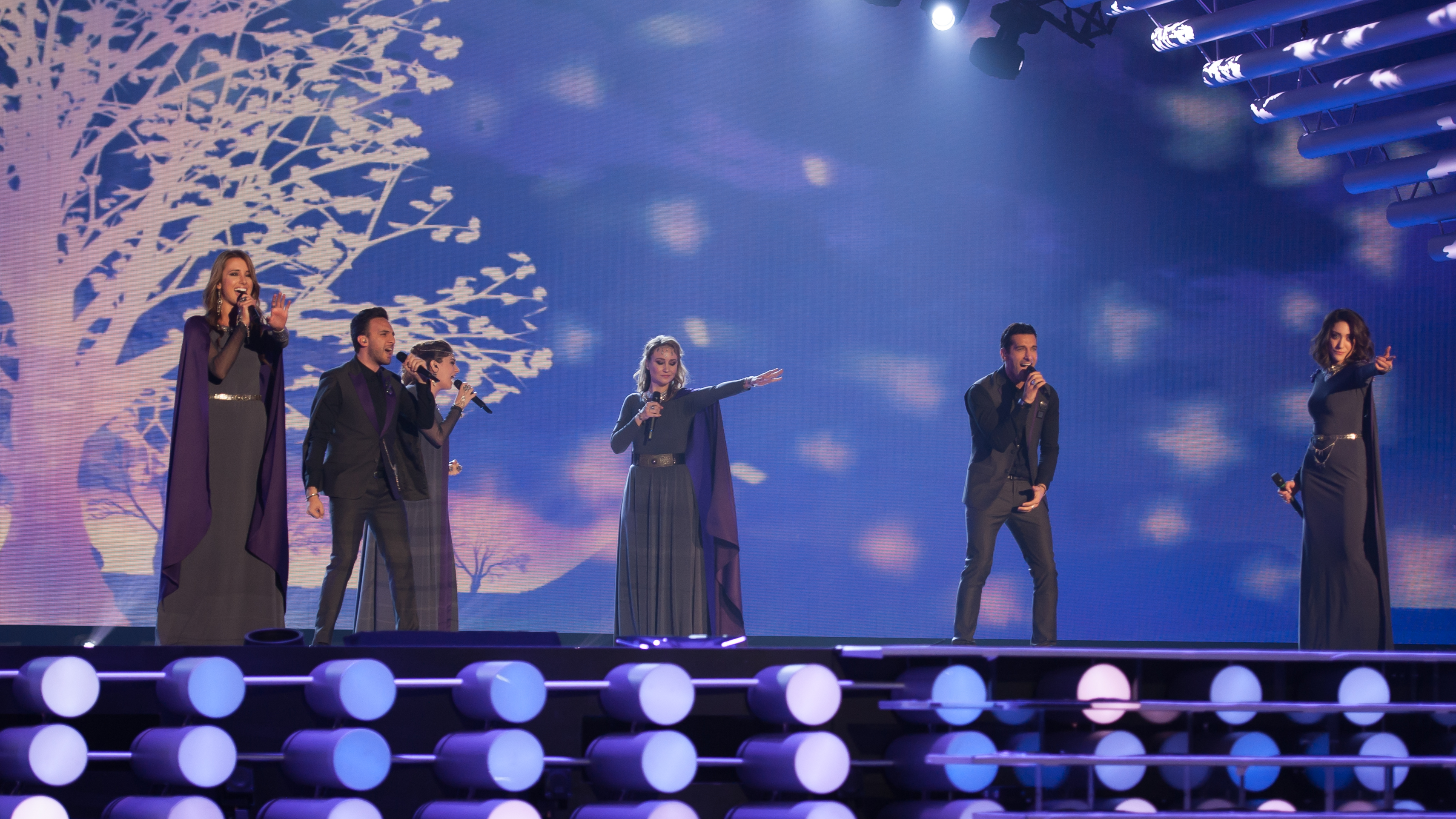
Genealogy podczas prób do występu w 60. Konkursie Piosenki Eurowizji w 2015 roku

## Odbiór
Po swojej prezentacji piosenka „Face the Shadow” wzbudziła wiele kontrowersji pod zarzutem zawierania treści politycznego przekazu. W szczególności zwracano uwagę, że utwór ten miał być hołdem dla ofiar ludobójstwa Ormian (którego stulecie przypadało zaledwie miesiąc przed konkursem: 24 kwietnia 2015). Słowa i pierwotny tytuł „Don’t Deny” (nie zaprzeczaj) zostały odczytane jako nawoływanie do uznania ludobójstwa Ormian. Krytycy komentowali również wideoklip, który ich zdaniem zawierał wizualne nawiązania do ludobójstwa, szczególnie jedną sceną, w której członkowie grupy pozują do rodzinnego zdjęcia w strojach w stylu z okresu I wojny światowej, a następnie znikają z widoku. Reprezentanci Azerbejdżanu – który, wraz z Turcją, neguje to ludobójstwo – krytykowali piosenkę za jej rzekome polityczne tematy, oraz twierdzili, że „podejmą stosowne działania” mające na celu powstrzymania konkursu przed „poświęceniem politycznym ambicjom jednego kraju”.
16 marca 2015 delegacja Armenii ogłosiła zmianę tytułu piosenki z „Don’t Deny” na „Face the Shadow” aby uciszyć obawy na temat politycznej tematyki piosenki oraz „wzmocnić” jej tematykę; oryginalny tytuł piosenki pojawia się nadal w refrenie. Delegacja nadal negowała istnienie jakiegokolwiek podtekstu politycznego w piosence.
19 maja 2015 roku artyści zaprezentowali swój utwór jako drudzy w kolejności w pierwszym półfinale 60. Konkursu Piosenki Eurowizji i przeszli do finału, w którym zaśpiewali z szóstym numerem startowym i zajęli ostatecznie 16. miejsce z 34 punktami na koncie. Podczas występów w półfinale i finale konkursu członkowie supergrupy byli ubrani w fioletowe stroje, co miało symbolizować „nadzieję ormiańskiej kultury”, gdyż „jest to kolor korzeni i przyszłości”.

## Ranking
| Ranking (2015)                     | Najwyższa pozycja |
| ---------------------------------- | ----------------- |
| Islandia (Icelandic Singles Chart) | 47                |